# Valdefuentes de Sangusín
Valdefuentes de Sangusín è un comune spagnolo di 309 abitanti situato nella comunità autonoma di Castiglia e León.